# Koen Bouwman
Koen Bouwman (Ulft, 2 dicembre 1993) è un ciclista su strada olandese che corre per il Team Jayco AlUla. Professionista dal 2016, ha vinto due tappe e la classifica scalatori al Giro d'Italia 2022.

## Palmarès

### Strada

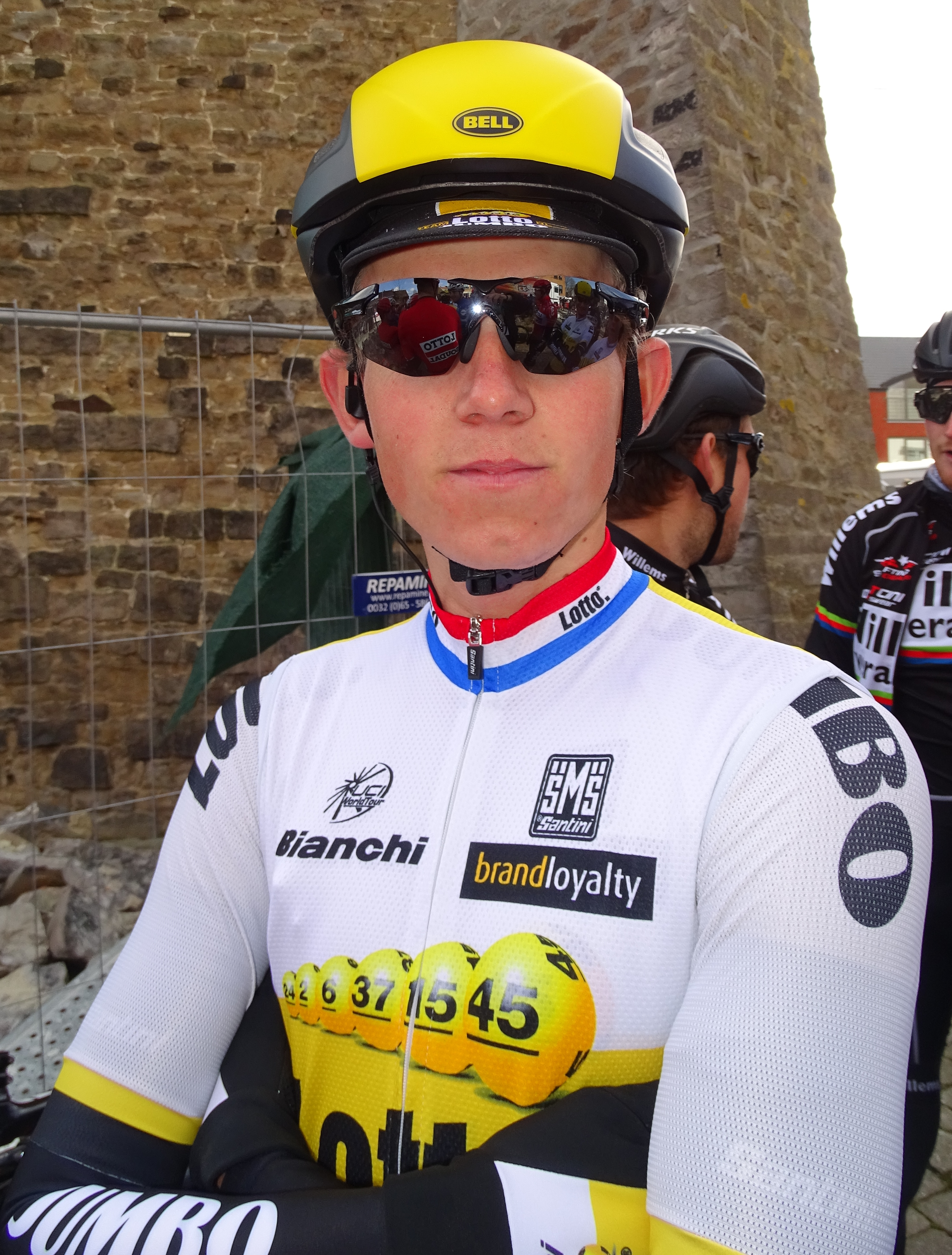
Koen Bouwman alla partenza de Le Samyn 2016

- 2015 (SEG Racing Academy)

5ª tappa Giro della Valle d'Aosta (Pré-Saint-Didier > Colle del Gran San Bernardo)
- 2017 (Team Lotto NL-Jumbo, una vittoria)

3ª tappa Giro del Delfinato (Le Chambon-sur-Lignon > Tullins)
- 2022 (Jumbo-Visma, tre vittorie)

7ª tappa Giro d'Italia (Diamante > Potenza)
19ª tappa Giro d'Italia (Marano Lagunare > Santuario di Castelmonte)
3ª tappa Okolo Slovenska (Detva > Spišská Nová Ves)
- 2024 (Team Visma-Lease a Bike, due vittorie)

3ª tappa Settimana Internazionale di Coppi e Bartali (Riccione > Riccione)
Classifica generale Settimana Internazionale di Coppi e Bartali

#### Altri successi
- 2015 (SEG Racing Academy)

Classifica scalatori Tour de Normandie
- 2017 (Team LottoNL-Jumbo)

Classifica scalatori Giro del Delfinato
- 2018 (Team LottoNL-Jumbo)

5ª tappa Tour of Britain (Cockermouth > Whinlatter Pass, cronosquadre)
- 2019 (Jumbo-Visma)

1ª tappa UAE Tour (Al Hudayriat Island, cronosquadre)
Campionati europei, Staffetta mista
Campionati del mondo, Staffetta mista
- 2020 (Jumbo-Visma)

Classifica scalatori Giro della Repubblica Ceca
- 2022 (Jumbo-Visma)

Classifica scalatori Giro d'Italia
- 2023 (Jumbo-Visma)

2ª tappa Vuelta a Burgos (Oña > Poza de la Sal, cronosquadre)

## Piazzamenti

### Grandi Giri
- Giro d'Italia

2018: 50º
2019: 41º
2020: non partito (10ª tappa)
2021: 12º
2022: 21º
2023: 25º
2025: non partito (9ª tappa)
- Vuelta a España

2016: 123º
2017: 41º
2021: 42º

### Classiche monumento
- Milano-Sanremo

2018: 68º
- Liegi-Bastogne-Liegi

2016: 147º
2019: 78º
2025: 73º
- Giro di Lombardia

2016: ritirato
2017: 51º
2018: 88º
2019: ritirato
2020: 68º
2021: 91º
2022: 78º
2023: 105º

### Competizioni mondiali
- Campionati del mondo

Innsbruck 2018 - Cronosquadre: 13º
Yorkshire 2019 - Staffetta: vincitore
Fiandre 2021 - Staffetta: 2º

### Competizioni europee
- Campionati europei

Plumelec 2016 - In linea Elite: 71º
Alkmaar 2019 - Staffetta mista: vincitore
Alkmaar 2019 - In linea Elite: ritirato
Trento 2021 - Staffetta mista: 3º
Trento 2021 - In linea Elite: 19º